# Pterocephalus lasiospermus
Pterocephalus lasiospermus är en tvåhjärtbladig växtart som beskrevs av Heinrich Friedrich Link. Pterocephalus lasiospermus ingår i släktet Pterocephalus och familjen Dipsacaceae. Inga underarter finns listade i Catalogue of Life.

## Bildgalleri

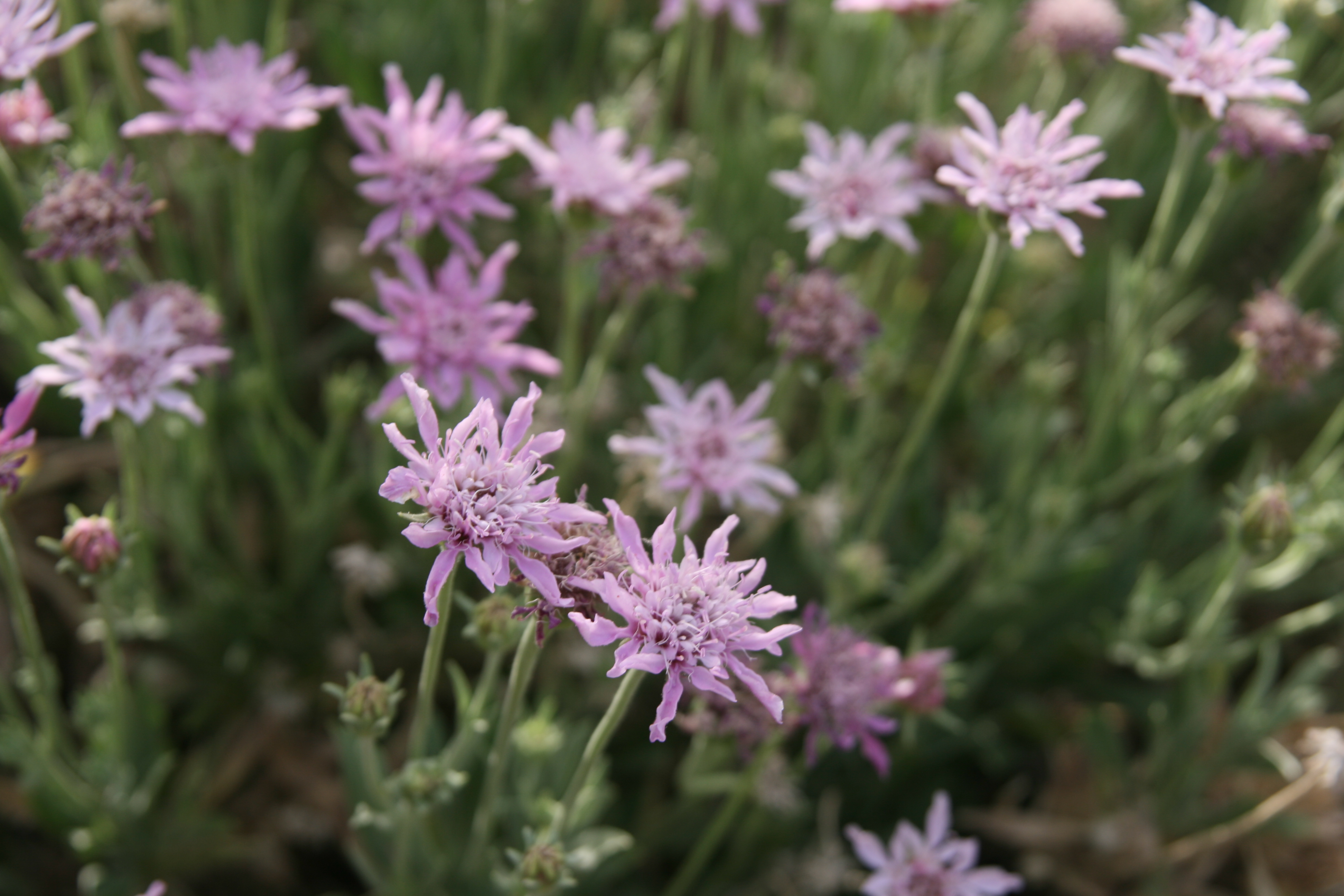